# Amy Shell-Gellasch
Pour les articles homonymes, voir Shell.
Amy Shell-Gellasch est une mathématicienne, historienne des mathématiques et auteure de livres américaine.

## Formation et carrière
Shell-Gellasch a obtenu un doctorat (DA) de l'université de l'Illinois à Chicago en 2000, avec une thèse qui est devenue son livre sur Mina Rees. Elle est professeure agrégée de mathématiques au Montgomery College (en) dans le Maryland. Elle a également été archiviste pour la Société canadienne d'histoire et de philosophie des mathématiques.  

## Publications
Elle a écrit ou édité les livres 
- Algebra in Context: Introductory Algebra from Origins to Applications (avec JB Thoo, Johns Hopkins University Press, 2015) [4].
- In Service to Mathematics: The Life and Work of Mina Rees (Docent Press, 2011) [5].
- Mathematical Time Capsules: Historical Modules for the Mathematics Classroom (éd. Avec Dick Jardine, MAA Notes 77, Mathematical Association of America, 2010) [6].
- Hands on History: A Resource for Teaching Mathematics (éd., MAA Notes 72, Mathematical Association of America, 2007) [7].
- From Calculus to Computers: Using the Last 200 Years of Mathematics History in the Classroom (éd. Avec Dick Jardine, MAA Notes 68, Mathematical Association of America, 2005) [8].

Son article «The Spirograph & mathematical models from 19th-century Germany» ( Math. Horizons 2015) a été sélectionné pour figurer dans The Best Writing on Mathematics 2016 . 